# Юрич Загорка, Мария
Мария Юрич (псевдоним — Загорка) (хорв. Marija Jurić Zagorka, * 1 января 1873, с. Неговец (теперь часть г. Врбовец), Хорватия — † 30 ноября 1957, Загреб) — хорватская журналистка, прозаик, драматург, феминистка. Первая женщина-журналистка Хорватии и Юго-Восточной Европы.

## Биография
Мария Юрич родилась в состоятельной семье. Детство провела в Хорватском Загорье, где её отец был управляющим имением. Первоначальное четырёхклассное образование получила в Вараждине, затем продолжила учёбу в Загребе. В пятнадцатилетнем возрасте, из-за проблем с семьёй, оставила школу. Между 1891 и 1894 родители выдали Марию замуж за служащего железной дороги, человека, старше её на 18 лет, с которым она не была знакома. Поселившись с мужем в Венгрии, Мария прожила в браке 3 года. Затем она сбежала от него в Сремску-Митровицу, а затем в Загреб. С помощью отца ей удалось оформить развод, хотя мать свидетельствовала в суде против неё. Порвав с родителями и отказавшись от их помощи, Мария решилась на самостоятельную и независимую жизнь. Занялась литературным трудом.

## Журналистская и политическая деятельность
Мария Юрич прошла путь от неизвестного репортёра до признанной в Европе политической журналистки в загребской газете «Obzor» («Обзор»). В связи с запретом редактора подписывать свои статьи и репортажи женским именем, стала пользоваться псевдонимом Загорка, по месту своего проживания в детстве. М. Загорка всю жизнь пыталась доказать, что она — личность. Работала политическим и парламентским обозревателем, корреспондентом газеты в Будапеште и Вене.
Несмотря на литературный талант, активную и творческую деятельность, Мария постоянно подвергалась гендерной дискриминации. Некоторое время в 1896 была главным редактором газеты «Обзор». Позже Мария Юрич Загорка решила самостоятельно издавать первый женский журнал в Хорватии «Ženski list» («Женский лист»), позже «Hrvatiса» («Хорватка») и была его редактором с 1925 до 1938 года.
Активно участвовала в политической жизни страны, была непримиримым противником германизации и мадьяризации, агрессивной политики по ассимиляции невенгерских меньшинств (в первую очередь — хорватов) на землях Венгерского королевства. Выступала со статьями и публикациями, направленными на эмансипацию, борьбу за равноправие женщин и право их голоса, право женщин на образование, выбор профессии, имущественное право и др.
Во время второй мировой войны фашистские власти Хорватии закрыли женский журнал и конфисковали её имущество. Оставшись без средств к существованию, Мария Юрич Загорка пыталась покончить жизнь самоубийством. Однако выжила, благодаря поддержке своих читателей. После войны вернулась к активной феминистской деятельности в социалистической Югославии.
Умерла Мария Юрич Загорка в Загребе в возрасте 84 лет. После смерти в 1957 г. была опубликована её биография, вышло собрание сочинений.

## Литературное творчество
Благодаря поддержке епископа Штроссмайера, Загорка начала писать романы на современную тематику. Опубликованные ею романы не получили положительных рецензий от критиков, хотя хорватские читатели с нетерпением ждали новых произведений писательницы. Кроме произведений на политические и социальные темы, Мария Юрич Загорка писала любовно-исторические романы и драмы на хорватском языке, предназначавшиеся широкой публике и способствовавшие развитию драматургии Хорватии.
Псевдоисторические и приключенческо-исторические романы писательницы предназначались для развлечения и укрепления национального самосознания народа и не претендовали на особые литературные достоинства.
Мария Загорка написала около 30 романов. Одиннадцать её романов сейчас можно найти в библиотеке Конгресса США.

## Избранные произведения
- Kneginja iz Petrinjske ulice (Княгиня с Петринийской улицы)
- Grička vještica (Колдунья из Грича) — цикл из 7 романов (Tajna Krvavog mosta (Тайна кровавого моста), Kontesa Nera (Контеса Нера), Malleus Maleficarum (Молот ведьм), Suparnica Marije Terezije I (Соперница Марии Терезии I), Suparnica Marije Terezije II (Соперница Марии Терезии II), Dvorska kamarila (Судебная камарилья), Buntovnik na prijestolju (Бунтовщик на престоле) (1912)
- Kći Lotrščaka (Дочь Лотрщака)
- Plameni inkvizitori (Пламя инквизиторов)
- Gordana (Гордана)
- Republikanci (Республиканцы) (1924)
- Vitez slavonske ravni (Витязь славонской равнины)
- Jadranka (Ядранка)
- Roblje (Рабы) (1899)
- Kamen na cesti (Камень на дороге) (1937)

## Признание
Лишь в 1960-1980-х годах пришло признание литературно-общественного труда Загорки.
По словам хорватского писателя и литературоведа Павао Павличича:

Мария Юрич Загорка — самый читаемый писатель Хорватии, который вовсе не писатель, а писательница. Она же — «амазонка хорватского феминизма»
.
В 2005 году согласно опросу загребской ежедневной газеты «Vjesnik», Мария Юрич Загорка заняла второе место в списке самых популярных писателей Хорватии всех времён.

## Память

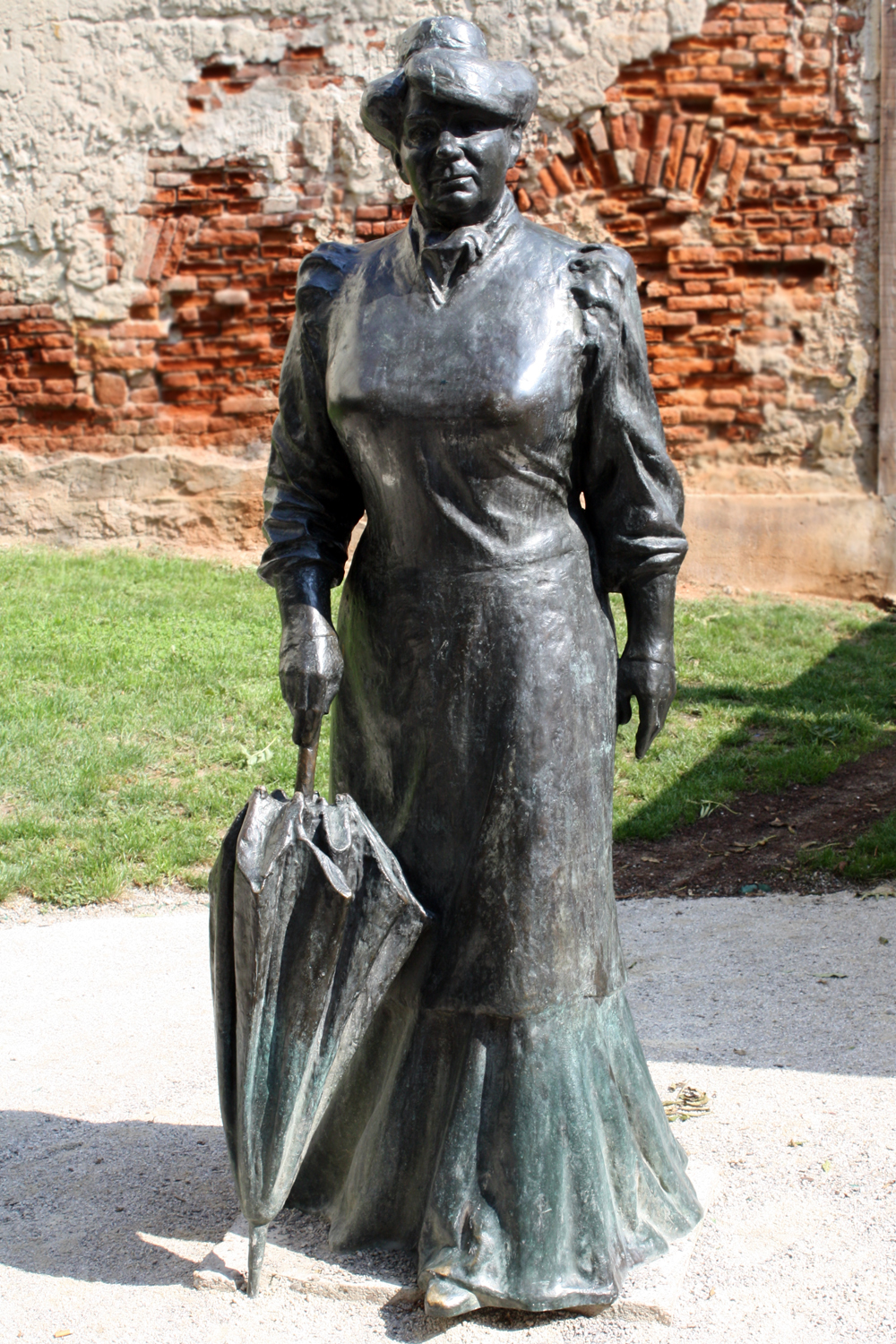
Памятник Марии Юрич Загорке (Загреб)

- В 1991 в столице Хорватии установлен памятник Марии Юрич Загорке (скульптор Степан Грачан)
- В 2007 снят документально-биографический фильм «Загорка» (режиссёр Биляна Чакич-Веселич)